# Горан Милић
Горан Милић (Загреб, 24. јануар 1946) је југословенски и хрватски новинар.

## Каријера
Каријеру је започео као новинар на Телевизији Београд 1970. године. За ту кућу је био и дописник из Њујорка од 1980. до 1985. године, а затим и професор новинарства на Београдском универзитету од 1985. до 1988. године. 1987. године је био председник комисије за информисање Универзијаде у Загребу. 1989. године је био гласноговорник састанка на врху несврстаних земаља у Београду. Од 29. октобра 1990. до 11. маја 1992. радио је као уредник и водитељ телевизијског дневника Јутел. Након обуставе рада ове емисије 1992. године, Милић постаје директор новинског центра ратне владе Босне и Херцеговине, а касније и гласноговорник олимпијске делегације Босне и Херцеговине у Барселони.
Од 1997. до 2011. године ради на Хрватској радиотелевизији, где је од 2002. био уредник и водитељ емисије Брисани простор, а од 2004. уредник и водитељ недељног издања информативне емисије Дневник. Пензионисан је на Хрватској радио-телевизији у јануару 2011. године, да би недуго затим, у фебруару 2011. године, постао директор вести и програма Ал Џазире Балканс, где је остао до 2016. године.

## Признања, одликовања и награде
- 1992 — Шестоаприлска награда града Сарајева
- 2006 — новинар године у Хрватској